# クラークス (企業)
クラークス（Clarks）は、イギリスの靴のブランド。

## 概説
クラークスは、英国に本拠を置く国際的な靴メーカーである (C. and J. Clark International Ltd)。
1825年に、サイラス・クラークとジェームス・クラーク兄弟がひらいた靴工房がその始まりで、現在、世界中に1,000以上のブランド店とフランチャイズ店を展開している。
クラークスの歴史は、クラークス兄弟がシープスキンで作ったスリッパから始まり、1856年の底付け専用ミシンの開発によるステッチダウン製法の確立、1862年のソールカットマシンの開発などにより、靴の量産化を推進した。
なかでも1950年に発売されたデザートブーツがよく知られている。このブーツは、ジェームス・クラークの曾孫ネイサン・クラークがデザインし、イギリス軍の将校に着用された。他にワラビー（1966年）、デザートトレック（1972年）、ナタリー（1980年）といった靴がある。
1990年代初頭にサブブランドとして「クラークス オリジナルズ（CLARKS ORIGINALS）」を開始した。クラークス オリジナルズはデザートブーツ、デザートトレック、ワラビーといったロングセラーの商品群を中心に展開している。
2020年11月、クラークスは中国のスポーツ用品大手「リーニン」の創業者に買収されることが報じられた。2022年6月には間もなく買収が完了することが報じられた。

## クラークスジャパン
1983年12月、東京都港区にクラークスジャパン株式会社を設立。
2022年8月、東京・原宿に「クラークス オリジナルズ」の世界初の直営店をオープン、9月には大阪・心斎橋、2023年6月には京都に出店した。